# Municipio de Norman (Arkansas)
El municipio de Norman (en inglés: Norman Township) es un municipio ubicado en el condado de Montgomery en el estado estadounidense de Arkansas. En el año 2010 tenía una población de 859 habitantes y una densidad poblacional de 6,67 personas por km².

## Geografía
El municipio de Norman se encuentra ubicado en las coordenadas 34°28′10″N 93°36′1″O / 34.46944, -93.60028. Según la Oficina del Censo de los Estados Unidos, el municipio tiene una superficie total de 128.77 km², de la cual 128,47 km² corresponden a tierra firme y (0,23 %) 0,3 km² es agua.

## Demografía
Según el censo de 2010, había 859 personas residiendo en el municipio de Norman. La densidad de población era de 6,67 hab./km². De los 859 habitantes, el municipio de Norman estaba compuesto por el 93,71 % blancos, el 0,23 % eran afroamericanos, el 0,58 % eran amerindios, el 1,16 % eran asiáticos, el 1,51 % eran de otras razas y el 2,79 % eran de una mezcla de razas. Del total de la población el 4,42 % eran hispanos o latinos de cualquier raza.